# (6062) Vespa
(6062) Vespa es un asteroide perteneciente al cinturón exterior de asteroides, región del sistema solar que se encuentra entre las órbitas de Marte y Júpiter, más concretamente a la familia de Temis, descubierto el 6 de mayo de 1983 por Norman G. Thomas desde la Estación Anderson Mesa (condado de Coconino, cerca de Flagstaff, Arizona, Estados Unidos).

## Designación y nombre
Designado provisionalmente como 1983 JQ. Fue nombrado Vespa en homenaje a la popular motocicleta scooter utilizada en todo el mundo. En junio de 1996 es el 50 aniversario de su introducción.

## Características orbitales
Vespa está situado a una distancia media del Sol de 3,214 ua, pudiendo alejarse hasta 3,717 ua y acercarse hasta 2,711 ua. Su excentricidad es 0,156 y la inclinación orbital 2,793 grados. Emplea 2104,90 días en completar una órbita alrededor del Sol.

## Características físicas
La magnitud absoluta de Vespa es 12,4. Tiene 17,275 km de diámetro y su albedo se estima en 0,078. 